# Full Circle (보이즈 투 멘의 음반)
《Full Circle》(풀 서클)은 2002년에 나온, 보이즈 투 멘의 다섯 번째 정규 음반이다. 베이스 보컬을 맡고 있는 그룹 멤버, 마이클 맥캐리가 참여한 마지막 음반인 동시에 순수 정규 음반으로서도 역시 마지막 음반이다. 보이즈 투 멘은 마이클 맥캐리가 탈퇴한 이후 나머지 3명이 활동하면서 현재까지 리메이크 앨범, 또는 컴필레이션 앨범만 발매해 오고 있다.

## 수록 곡 목록
1. "Relax Your Mind" 피쳐링. 페이스 에반스 (Faith Evans) – 4:05
2. "The Color of Love" – 4:52
3. "Ain't a Thang Wrong" 피쳐링. 롭 잭슨 (Rob Jackson) – 4:08
4. "Oh Well" – 4:55
5. "Whatcha Need" – 5:04
6. "On the Road Again" – 4:14
7. "Makin' Love" (Interlude)" – 1:57
8. "Roll Wit Me" – 3:32
9. "Right on Time" – 5:00
10. "Howz About It" – 4:02
11. "That's Why I Love You" – 5:15
12. "I'm OK, You're OK" – 4:51
13. "Luv N U" – 5:08
14. "I'll Show You" – 4:11

## 싱글
두 개의 싱글을 발매하였다.
- "The Color of Love"
- "Relax Your Mind"